# SN 2010lt
Siêu tân tinh 2010lt là một vụ nổ sao siêu mới được ghi nhận bởi một cô bé lúc đó 10 tuổi Kathryn Aurora Gray, con của một nhà thiên văn nghiệp dư thành phố Fredericton, tỉnh New Brunswick, Canada.

## Phát hiện
Vùng trời có chứa điểm sáng được coi là vụ nổ siêu tân tinh SN 2010lt có tọa độ "06h 06m 09,18s, +83° 50′ 28,8″" nằm trong vị trí chòm sao Lộc Báo được Dave Lane (David J. Lane) chụp tại các ngày 31/10/2005, 5/1/2006 và 29/3/2006 dưới cả ánh sáng đỏ, hồng ngoại và xanh mà không phát hiện thấy gì. Ảnh chụp đêm 31/12/2010 được Lane gửi cho Paul Gray qua email. Kathryn Aurora Gray quan sát hình ảnh, so sánh với các ảnh cũ và ngày 2/1/2011, cô nói với cha cô, ông Paul. (Xem ảnh so sánh trước và sau tại đây Lưu trữ ngày 10 tháng 4 năm 2011 tại Wayback Machine) Thông tin sau đó được gửi cho hai nhà thiên văn nghiệp dư khác là Brian Tieman ở Illinois và Jack Newton ở Arizona, và một báo cáo về phát hiện này được gửi lên phòng điện tín của IAU.

## Người phát hiện
- David J. Lane: nhà thiên văn học nghiệp dư hoạt động từ đầu những năm 1980, thành viên và là phó chủ tịch của Hiệp hội Thiên văn Hoàng gia Canada (RASC), kỹ thuật viên thiên văn và quản trị tại phòng Vật lý Thiên văn của Đại học Saint Mary (Halifax, Nova Scotia, Canada). Ông là người phụ trách Đài quan sát thiên văn Burke-Gaffney đồng thời là quản trị máy tính của đại học Saint Mary, sáng lập viên của ACEnet. Ông cùng với Paul Gray và Beverly Miskolczi là những người luôn quan sát các vụ nổ siêu tân tinh (SN 1995F tháng 2/1995,[4] SN 2005B ngày 11/1/2005,[5] SN 2005ea 12/9/2005,[6][7] SN 2010lt 31/12/2010). SN 2010lt là vụ nổ sao siêu mới thứ tư của ông và là phát hiện thứ bảy của bạn ông, Paul Gray.[1]
- Kathryn Aurora Gray vốn vẫn được bố Paul hướng dẫn cho cách quan sát chuyển động của các tiểu hành tinh và kiểm tra danh sách các siêu tân tinh đã biết.[8]. Cô theo dõi các bức ảnh do Lane cung cấp, so sánh chúng trên màn hình và nhận ra điểm sáng khác biệt. Với phát hiện này, cô đã trở thành người trẻ tuổi nhất phát hiện ra vụ nổ sao siêu mới, vượt qua thành tích của Caroline Moore khi phát hiện ra SN 2008ha ngày 7/11/2008 ở tuổi 14.[9][10]

## Mô tả
SN 2010lt được mô tả có cấp sao biểu kiến quan sát thấy là nhấp nháy khoảng 17, nằm chếch 20" về phía tây và 10" về phía bắc so với trung tâm của thiên hà UGC 3378. SN 2010lt nằm cách chúng ta khoảng 240 triệu năm ánh sáng. Ở thời điểm "chói" nhất, ánh sáng do SN 2010lt phát ra nằm trong khoảng quang phổ từ 340 đến 740 nm (tím - đỏ)
Do các quan sát khu vực này trước đây không phát hiện thấy gì nên vẫn chưa có giả thiết nào về thiên thể này trước khi bùng nổ. Tuy nhiên, trên trang web của mình, Paul nói rằng có một bài báo gần đấy đề cập rằng vụ nổ xuất phát từ hai ngôi sao lùn trắng hút nhau dẫn tới suy sụp hấp dẫn.
SN 2010lt được xếp vào thể loại siêu tân tinh Ia, thông thường là kết quả của một sao lùn trắng có khối lượng lớn hơn giới hạn Chandrasekhar, sau khi đốt hết nguyên liệu, bắt đầu suy sụp hấp dẫn và hút luôn vật chất sao đồng hành trong hệ thống sao đôi trước kia.

### Siêu tân tinh
Siêu tân tinh là các vụ nổ của sao tạo nên các vật thể rất sáng, có độ chói sáng tăng lên vài nghìn lần trong một thời gian ngắn (có thể trong vòng vài ngày) rồi sau đó giảm dần từ từ. Siêu tân tinh loại Ia là tàn tích của các ngôi sao có khối lượng khoảng